# Kander (dorzecze Aare)
Kander (niem. die Kander (rodzaj żeński) – rzeka w Berner Oberland w Szwajcarii. Należy do dorzecza rzeki Aare, dopływu Renu, a przez to do zlewiska Morza Północnego. Długość 46 km.

## Bieg
Wypływa spod lodowca Kanderfirn na wysokości ok. 2200 m n.p.m. Spływa początkowo doliną Gasterntal, a następnie doliną Kandertal. Przepływa przez Kandersteg i Frutigen. Poniżej tej drugiej miejscowości, gdzie uchodzi do niej dopływ Engstlige, dolina przyjmuje nazwę Frutigtal. W miejscowości Wimmis Kander przyjmuje swój największy dopływ – dłuższą od niej samej rzekę Simme. Pomiędzy miejscowościami Gwatt (w gminie Thun) a Einigen (w gminie Spiez) na wysokości 558 m n.p.m. wpada do jeziora Thun.

## Historia
Do początków XVIII w. Kander uchodziła (jako jej dopływ lewostronny) do rzeki Aare, ok. 2,5 km poniżej jej wypływu z jeziora Thun. Specyficzne warunki hydrologiczne w rejonie tego miejsca sprawiały, że po większych opadach na Aare podnosił się poziom wód, a cofka powodowała zalania miast Thun i Allmendingen. Przeprowadzone w latach 1711–1714 prace hydrotechniczne (pierwsze tak szeroko zakrojone w historii Szwajcarii), znane jako niem. Die Kanderkorrektion, przeniosły ujście Kander w dzisiejsze miejsce.